# Florence Kaye
Florence Kaye foi um compositor americano. Fazia parte do trio de compositores "Giant-Baum-Kaye". Várias músicas do trio foram gravadas por Elvis Presley. Entre as composições do trio se destacam:
"Ask Me" (versão para o inglês de uma canção italiana de Domenico Modugno), "Edge Of Reality", "El  Toro", "Power Of My Love", "Roustabout", "Sound Advice", "The Sound Of Your Cry", "Today, Tomorrow and Forever" (versão para o inglês de uma canção de Franz Liszt) e  a de maior sucesso de todas, "Devil in Disguise".